# Entomobrya dissimilis
Entomobrya dissimilis är en urinsektsart som beskrevs av Noniez 1894. Entomobrya dissimilis ingår i släktet Entomobrya och familjen brokhoppstjärtar. Inga underarter finns listade i Catalogue of Life.